# Szarkan
Szarkan (arab. شرقان) – wieś w Syrii, w muhafazie Aleppo, w dystrykcie Afrin. W 2004 roku liczyła 189 mieszkańców.